# الجمعية السعودية للعلوم التربوية والنفسية (جستن)
الجمعية السعودية للعلوم التربوية والنفسية، هي جمعية سعودية علمية تتبع جامعة الملك سعود، تهتم بتنمية الفكر العلمي والنمو المهني في مجال تخصصاتها.

## نشأة الجمعية
جاءت فكرة نشأتها لدى مجموعة من رجال التربية والتعليم في المملكة العربية السعودية، لتحقق سياسة التعليم، والنهوض بالتربية وعلم النفس وتعزيز مكانتهما في المجتمع.

## أهداف الجمعية
- تأصيل المنهج الإسلامي المتزن في التربية والتعليم.
- إجراء الدراسات والأبحاث المتخصصة.
- تحقيق التواصل العلمي بين المتخصصين وتقديم المشورة العلمية.
- تطوير خطط التعليم والفكر التربوي.[3]

## مجلس الإدارة
يتولى مجلس إدارة الجمعية الإشراف على جميع أنشطتها:
| الاسم                             | المنصب / الولاية  |
| --------------------------------- | ----------------- |
| أ.د. فهد بن سليمان الشايع         | رئيس الجمعية      |
| د. صالح بن علوان الشمراني         | نائب رئيس الجمعية |
| أ. سعيد بن حسين آل محي            | أمين المجلس       |
| د. فايز بن عبد العزيز الفايز      | أمين المال        |
| أ.د. سعيد بن محمد الشمراني        | عضو مجلس الإدارة  |
| أ.د. إبراهيم بن عبد الله الحميدان | عضو مجلس الإدارة  |
| د. نبيل بن شرف المالكي            | عضو مجلس الإدارة  |
| د. صالح بن عبد الرحمن الدايل      | عضو مجلس الإدارة  |
| د. تغريد بن محمد الدخيل           | عضو مجلس الإدارة  |